# Kukorevo, Iambol
Kukorevo (în bulgară Кукорево) este un sat în comuna Tundja, regiunea Iambol,  Bulgaria. 

## Demografie
Componența etnică a satului Kukorevo
     Bulgari (87,41%)
     Romi (8,32%)
     Nicio identificare (3,54%)
     Altele (1,03%)
La recensământul din 2011, populația satului Kukorevo era de 1.550 locuitori. Din punct de vedere etnic, majoritatea locuitorilor (87,41%) erau bulgari, cu o minoritate de romi (8,32%). Pentru 3,54% din locuitori nu este cunoscută apartenența etnică.